# Beilschmiedia glauca
Beilschmiedia glauca är en lagerväxtart som beskrevs av S.K. Lee & L.F. Lau. Beilschmiedia glauca ingår i släktet Beilschmiedia och familjen lagerväxter. Utöver nominatformen finns också underarten B. g. glaucoides.